# Саломея (пьеса)
«Саломе́я» (фр. Salomé) — одноактная трагедия Оскара Уайльда. Пьеса написана на французском языке в 1891 году. Переведена на английский и издана в Лондоне в 1894 году.
В основе трагедии лежит история Саломеи, персонажа Нового Завета (имя в Библии не названо, впервые оно встречается у Иосифа Флавия). Саломея — падчерица тетрарха Ирода Антипы, обольстившая Ирода исполнением «Танца семи покрывал». К ужасу отчима и к радости своей матери Иродиады она требует в награду голову пророка Иоканаана (в Библии Иоанна Крестителя) на серебряном блюде. Трактовка библейского сюжета вызвала скандал в Англии. Пьеса долгое время находилась под запретом, как в Великобритании, так и в России из-за того, что запрещалось выводить на сцену библейских персонажей.

## Версии и премьеры
Репетиции пьесы начались в Лондоне в 1892 году, но вскоре были остановлены из-за запрета пьесы лордом-камергером. Объявленная причина — законодательный запрет постановок с библейскими персонажами. Впервые пьеса опубликована во Франции в 1893 году, а английский перевод с рисунками Обри Бердслея в 1894 году. На странице посвящений Уайльд указал переводчиком своего друга лорда Альфреда Дугласа. На самом деле, Уайльду не понравился перевод Дугласа, и он его полностью переработал самостоятельно, но хотел оставить имя Дугласа на обложке. Однако издатель настоял на снятии имени Дугласа, и Уайльд перенёс его в раздел посвящений, назвав, тем не менее, Дугласа «моим переводчиком».
В итоге пьеса впервые была представлена в 1896 году в Париже труппой театра «Творчество» (Théâtre de l'Œuvre) на сцене театра Комеди Паризьен (фр.), Уайльд в то время находился в Редингской тюрьме.
На вопрос, почему он предпочёл написать пьесу на французском, Уайльд указывал на Мориса Метерлинка, как на пример интересного результата, которого можно достичь, если писать не на своём родном языке. Долгое время утверждалось, что Уайльд создавал пьесу под Сару Бернар и якобы поэтому написал её на французском языке. Однако сам Уайльд отрицал это. Сара Бернар впервые увидела пьесу уже готовой, обсуждалась возможность её участия в постановке, но ей так и не довелось выйти на сцену в образе Саломеи. Некоторые исследователи полагают, что недостаточное знание Уайльдом французского отразилось на языке пьесы, и что именно по этой причине многие фразы в диалогах построены упрощённо и однообразно.
В июне 1906 года пьеса прошла закрытым показом вместе с «Флорентийской трагедией» (неоконченная пьеса Оскара Уайльда) в Королевском театре Ковент-Гарден. Однако запрет лорда-камергера действовал почти сорок лет — первое публичное представление трагедии в Англии состоялось 5 октября 1931 года в театре Савой.

## Сюжет
Согласно Евангелию от Марка, связь Ирода Антипы с Иродиадой, женой его сводного брата (вероятно Филиппа) публично осуждалась Иоанном Крестителем, что послужило причиной заключения, а в дальнейшем и казни Иоанна. По Марку Антипа был против казни Иоанна, «зная, что он муж праведный и святой» (Мк. 6:20), и согласился на неё лишь потому, что пообещал дочери Иродиады Саломее выполнить любое её желание. По Матфею Антипа и сам «хотел убить его, но боялся народа, потому что его почитали за пророка» (Мф. 14:5).
В пьесе Оскара Уальда Саломея влюбляется в заключённого Иоканаана, трижды просит разрешения коснуться его тела, поцеловать его волосы, и наконец, губы, но пророк трижды отвергает её и осыпает проклятиями, также как и её мать. Молодой стражник, влюблённый в Саломею, слыша её признания Иоканаану, не выдерживает и закалывает себя. Входят Ирод с Иродиадой и видят труп. Первый полагает это за дурное предзнаменование; предчувствия его усиливаются после того, как он начинает слышать шорох крыльев и приглядываться к луне. Он упрашивает девушку станцевать для него; Иродиада против, ибо запрещает мужу смотреть на свою дочь. Однако та соглашается после обещания выполнить любое её желание и пожаловать любой наградой, «пусть даже это будет половина царства». Саломея исполняет «Танец семи покрывал», а в награду требует голову Иоканаана. Иродиада горячо поддерживает решение дочери. Правитель умоляет освободить его от данного им слова, обещает любые дары, заявляет что это преступление, за которым, согласно череде предзнаменований, обязательно последует какое-то несчастье. Всё же Саломея непреклонна: она получает свой дар — голову Иоканаана на серебряном блюде. После этого она целует её в мёртвые губы, упрекая пророка в случившемся и продолжая изливать ему признания в любви. Остальные просто шокированы этой сценой, больше всех ошеломлён Ирод: «Она отвратительна, твоя дочь, она отвратительна». И он отдаёт приказ солдатам убить Саломею, на что те раздавливают её щитами.

## Темы
Многие считают, что в своей «Саломее» Уайльд искусно скомбинировал и развил творческие приёмы бельгийского драматурга Мориса Метерлинка. «Поцелуй мёртвой головы» встречается в творчестве Генриха Гейне («Атта Троль», 1842) и в основанной на этом произведении поэме Джозефа Хейвуда («Саломея», 1862). Поэма Хейвуда была перепечатана в 1888 году издателем Киганом Полом в Лондоне. Уайльд отрецензировал её в «Pall Mall Gazette» 15 февраля 1888 года, и безусловно, эта поэма вдохновила его на создание собственной «Саломеи». По мнению английского критика Ричарда Эллмана, сочинение Хейвуда весьма слабое: «Прочтя Хейвуда начинаешь ещё больше восхищаться талантом Уайльда». Основная заслуга и главное нововведение Оскара Уайльда в том, что он сумел увидеть и оценить сцену поцелуя мёртвой головы пророка, превратив её в кульминацию драмы, тогда как у предшественников это был всего лишь эпизод.
Также интересной символической находкой Уайльда можно считать проведённую им параллель между Саломеей и луной. Луне Уайльд отводил главное место в своём произведении и настаивал, что Луна обязательно должна присутствовать на сцене во время представления.
Некоторые авторы, такие как Кристофер Нассаар (Christopher S. Nassaar), считают, что драма Уайльда вобрала в себя мотивы израильской поэзии, и Луна обозначает языческую богиню Кибелу, которая, как и Саломея, хранила свою девственность и наслаждалась разрушением мужской сексуальности.

## Иллюстрации Обри Бердслея
Среди многих попыток проиллюстрировать это произведение Оскара Уайльда непревзойдёнными остаются рисунки английского художника Обри Бердслея. Цикл состоит из 16 рисунков, иллюстрации выполнены тушью, хотя некоторые из них производят впечатления гравюр, из-за множества тонких линий. Этот цикл иллюстраций относится к началу расцвета таланта художника, которому всего через несколько лет суждено было умереть. Бердслей к 1893 году ещё не окончательно освободился от влияния японской школы живописи, и на некоторых рисунках проступают восточные элементы.
Рисунки вызвали не меньший скандал, чем сама пьеса немногим ранее. Бердслей создал своё произведение, почти не соприкасающееся ни с библейской легендой, ни даже с декадентским текстом Уайльда. Повествовательность в этих рисунках почти отсутствует, это скорее декоративные заставки, большинство из которых трудно соотнести с тем или иным эпизодом пьесы. На одних иллюстрациях Бердслея причудливые узоры из цветов и дерьевьев, среди которых вдруг появляются козлоногие сатиры, гермафродиты, горят свечи. На двух других рисунках сцена «туалета Саломеи», придуманная художником из одной фразы Уайльда: «Рабыни приносят благовония и семь покрывал и снимают с ног Саломеи сандалии». Бердслей же изображает Саломею, сидящую обнажённой в туалетной комнате перед зеркалом, заставленном тюбиками и пузырьками. Над её пышной причёской трудится парикмахер в чёрной маске, а рядом стоит шкаф с книгами Апулея, Бодлера, Верлена, Маркиза де Сада и любимого художником Эмиля Золя.
Бердслей беспредельно свободен от времени и сюжета, он абсолютно своеволен на устроенном им маскараде. Некоторые из иллюстраций существуют в двух вариантах, так как в первоначальном, несмотря на условность изображаемых героев, они не были пропущены цензурой.

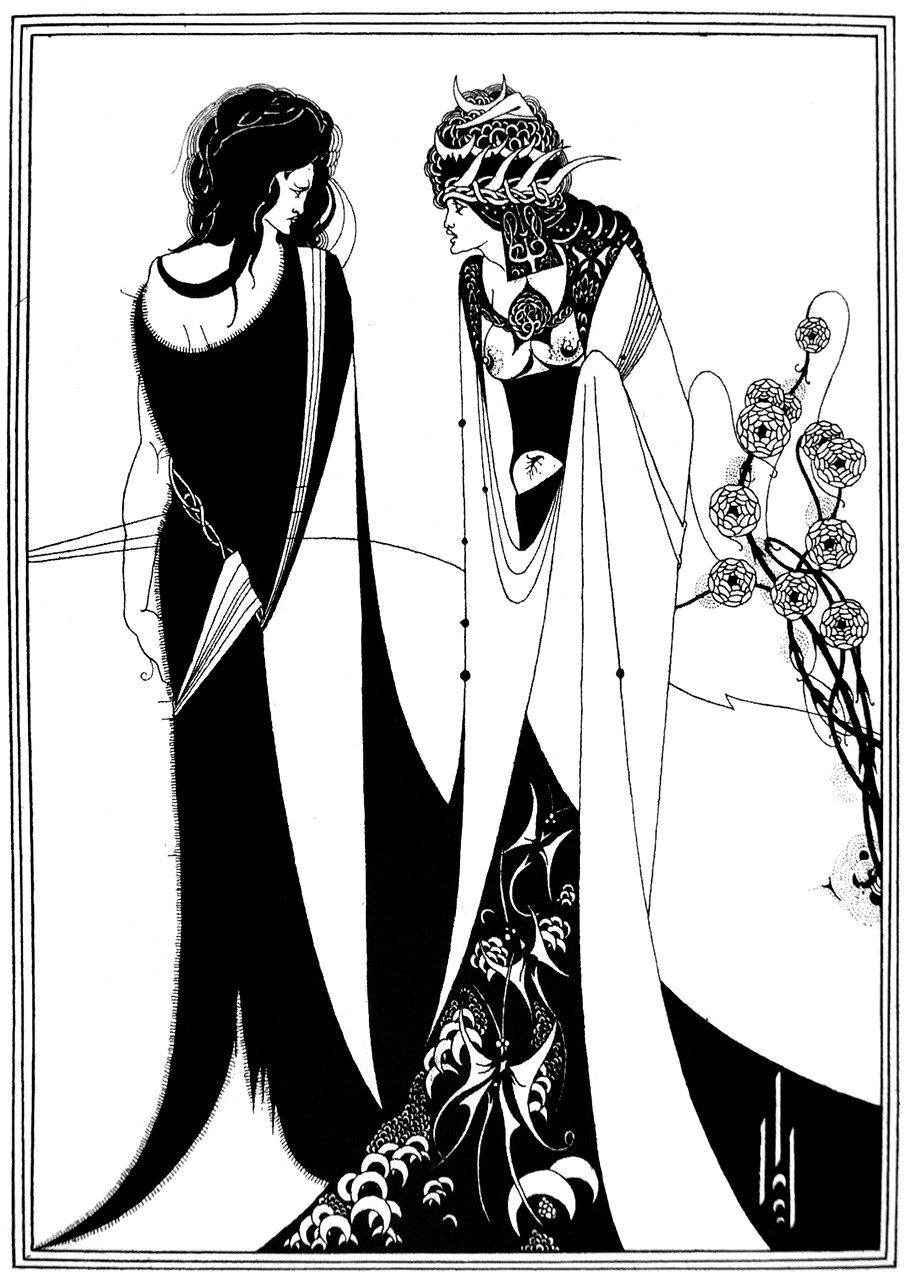
Иоканаан и Саломея
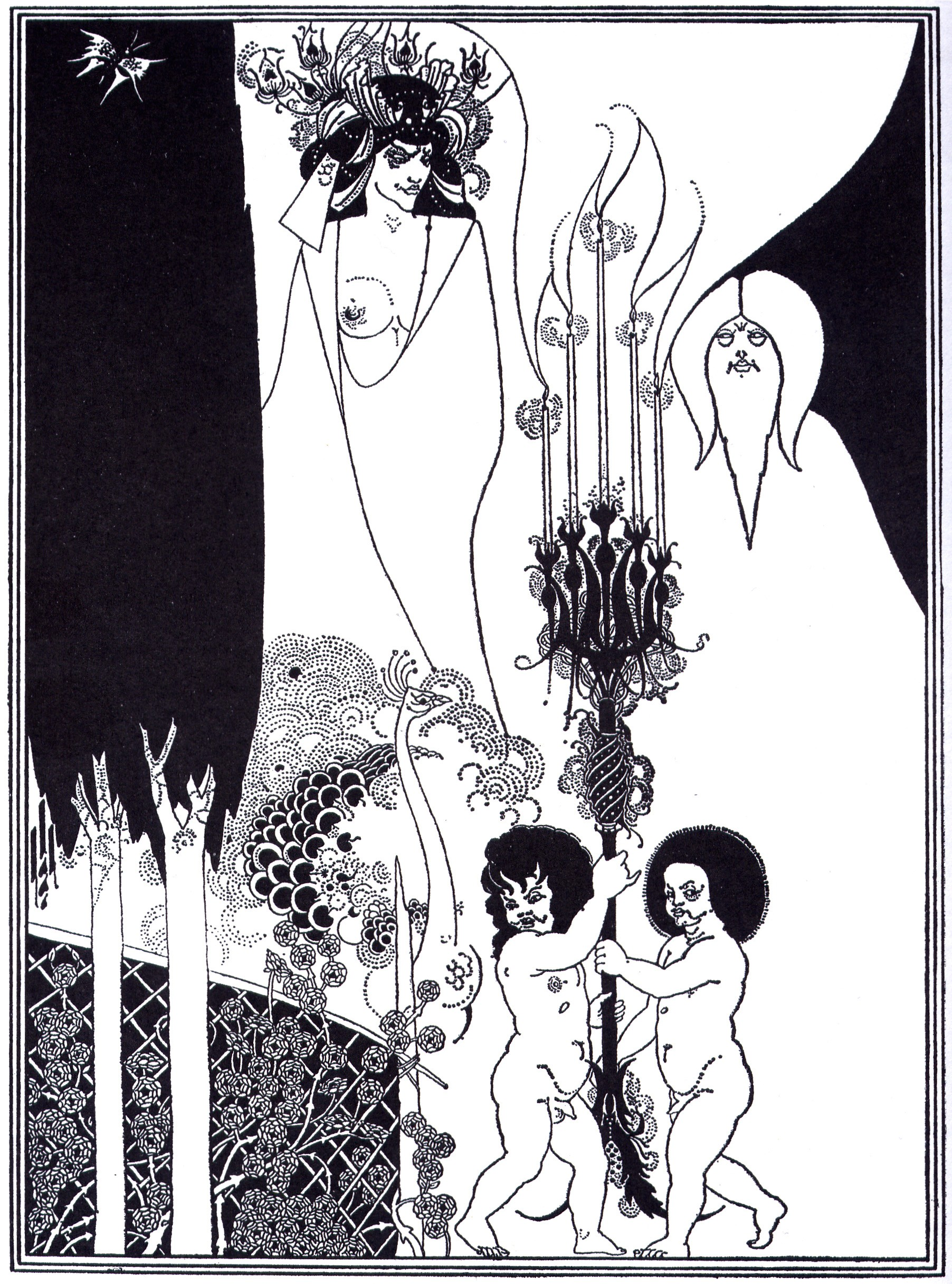
Глаза Ирода
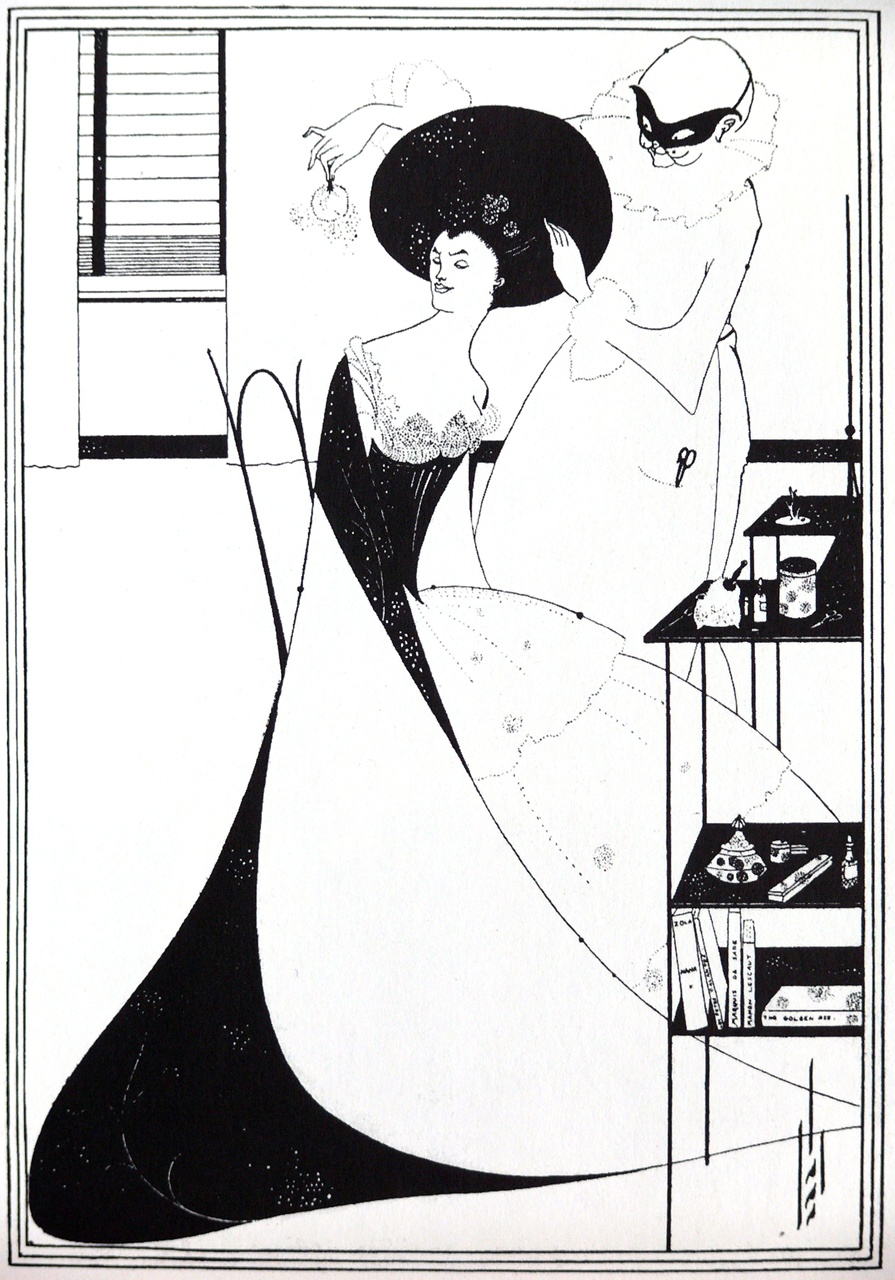
Туалет Саломеи
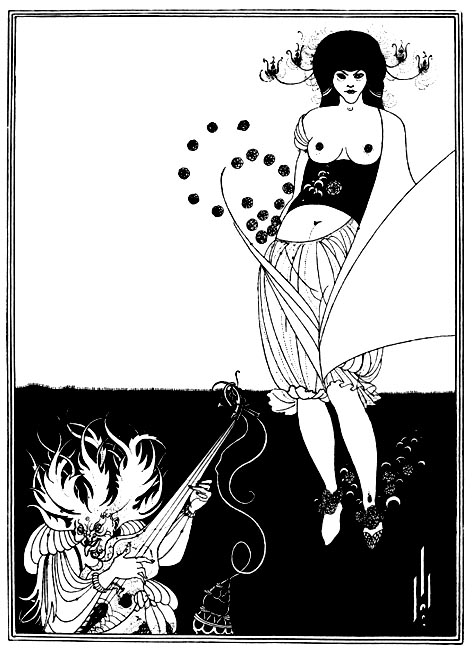
Танец живота

## «Саломея» Оскара Уайльда в искусстве

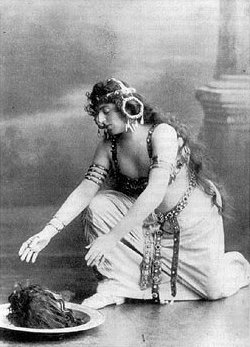
Алиса Гусзалевиц, партия Саломеи в опере Рихарда Штрауса. Около 1910 года.

Библейская история в прочтении Оскара Уайльда, в свою очередь, породила несколько произведений, самым значительным из которых остаётся одноимённая опера Рихарда Штрауса. В опере внимание зрителя перенесено с Ирода на Саломею.
Антуан Марриотт написал свою оперу «Salomé» (1905) раньше Штраусса, но представлена публике она была чуть позже, на её долю выпал значительно меньший успех.
Кроме этих постановок из музыкальных произведений необходимо упомянуть балеты, поставленные практически одновременно: Питера Максвелла Дэвиса (Salome, 1978) и Эмиля Петровича (Salome, 1978); и симфонические поэмы Генри Хэдли (Salome, Op. 55, 1905) и Александра Крейна (Salome, Op. 19, 1929). К теме также обращались композиторы: Александр Глазунов, Леонард Бернстайн, Гренвилл Банток, Флор Альпаэртс, Констан Ламбер, Александр Черепнин.
В 1906 году танцовщица Мод Аллан по мотивам драмы Уайльда подготовила номер «Видения Саломеи» (Vision of Salomé), и впервые представила его публике в Вене. Её версия «Танца семи покрывал» была весьма примечательна и вскоре стала знаменитой, прославив и саму Мод Аллан, за которой закрепилось прозвище «Танцовщица Саломея». Пьеса оказалась в центре судебного разбирательства в 1918 году — Аллан обвинили в оскорблении морали.
На театральные подмостки в роли Ирода выходил, среди прочих, актёр Аль Пачино: в 1980-е годы в театре Circle in the Square и в мюзикле 2006 года.
В большинстве кинопостановок, как и в оригинальной пьесе Уайльда, в центре действия фигура Ирода, как например в фильме Кена Рассела «Последний танец Саломеи» (1988). В эпическом кинофильме 1961 года «Царь царей» некоторые диалоги основных персонажей — Ирода, Иоанна, Иродиады и Саломеи, ближе к тексту Оскара Уайльда, чем к тексту Писания.
Австралийский музыкант Ник Кейв написал пятиактную пьесу «Salomé» и включил её в сборник своих сочинений «King Ink» (1988). В пьесе соединены мотивы Евангелия, драмы Уайльда и картины Пьера Пюви де Шаванна «Усекновение главы Иоанна Крестителя» (1869).
В начале 1990-х годов композитор Максим Дунаевский написал рок-оперу «Саломея, царевна иудейская».
Видео группы The Smashing Pumpkins на композицию «Stand Inside Your Love» начинается со слов Саломеи: Тайна любви больше, чем тайна смерти. Видеоряд клипа построен на драме «Саломея»: появляются главные герои пьесы (в трактовке режиссёра клипа), луна, бассейн со стекающей в него кровью. Клип снят в чёрно-белом изображении, некоторые планы напоминают иллюстрации Бердслея. Отрубленная голова не показана, но несколько раз появляется нож гильотины. Мотивы пьесы использованы в клипах группы U2: «Mysterious Ways» и «Salome».
Метафорическая отсылка к Саломее есть в аниме «Blood+».
Испанский художник Gino Rubert создал цикл рисунков в 2005.
«Salome» — название одного из треков Пита Доэрти с альбома 2009 года «Grace/Wastelands», на котором есть несколько обращений к произведениям Уайльда.
Бельгийская студия Tale of Tales выпустила игру Fatale (2009), являющуюся скорее интерактивной зарисовкой пьесы Уайльда.
В 2018 году на сцене Оренбургского государственного областного театра кукол прошла премьера одноимённого спектакля. Его режиссёром выступил лауреат Национальной театральной премии республики Беларусь Олег Жюгжда. В постановке широко раскрываются проблемы любви, власти, религии. Спектакль получил широкую славу благодаря участию в кукольных фестивалях в городе Санкт-Петербург, за пределами России — в Хорватии.

## Переводы пьесы на русский язык и постановки в России

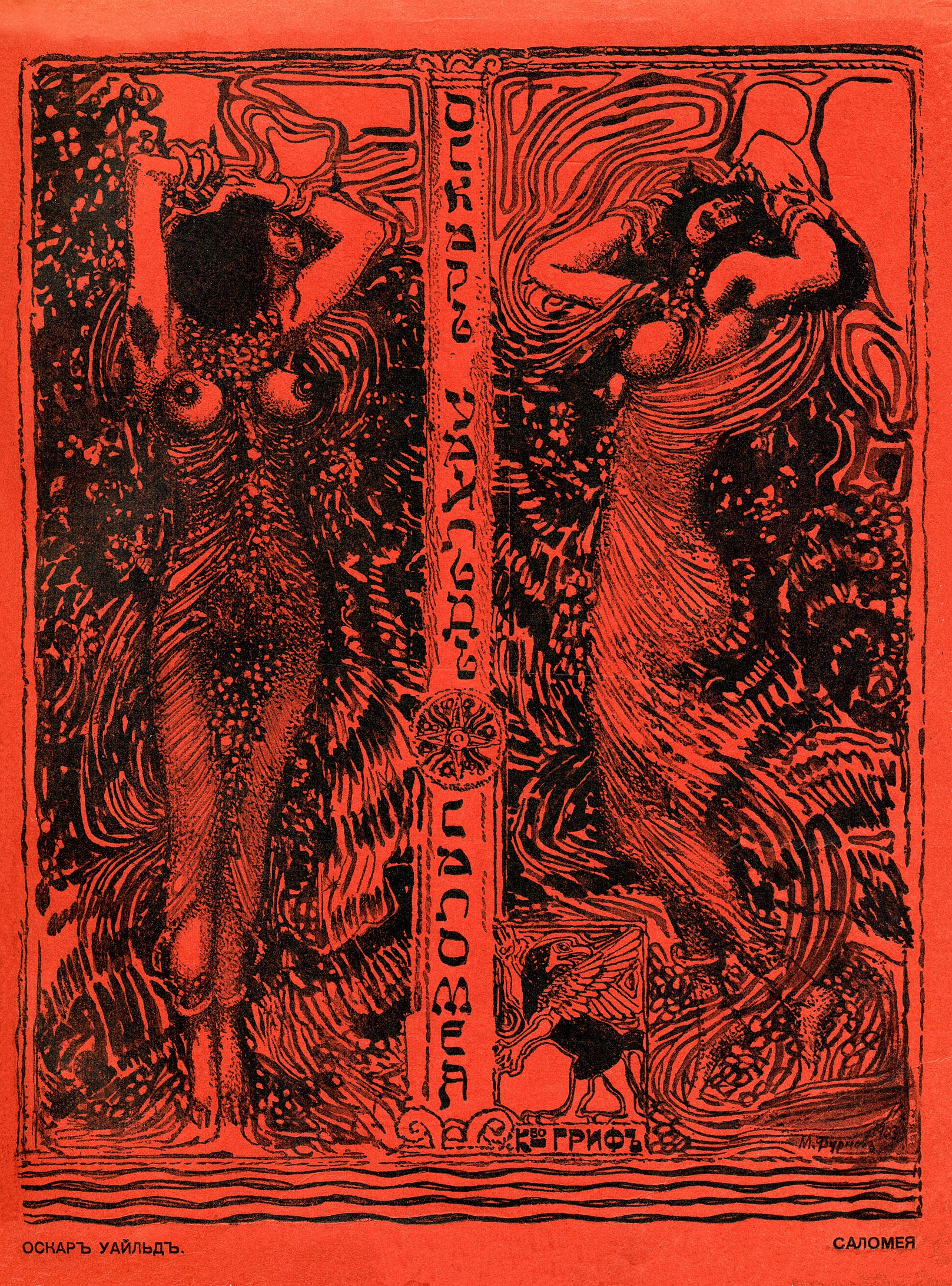
Обложка М. Дурнова к изданию 1904 года в переводе В. и Л. Андрусонов

К настоящему времени опубликовано не менее восьми переводов «Саломеи» на русский язык:
1. В. и Л. Андрусоны, ред. К. Бальмонт (1904, возможно, с немецкого);
2. Аноним, изд-во В. М. Саблина (1906, с французского);
3. «Пляска семи покрывал», А. Радошевская (1906?, с французского);
4. Е. Брик (1908?, с английского);
5. К. Бальмонт и Е. Андреева (1908, с французского, но, возможно, с обратного перевода с английского);
6. М. Ликиардопуло (1908, с французского);
7. М. Коренева (1993, с французского);
8. П. Петров (1999, с английского);
9. В. Чухно (2001, с английского).

Оскар Уайльд был представлен русской читающей публике в журнале «Артист» в 1892 году как автор запрещённой к постановке «Саломеи». С этого времени многие режиссёры в России стремились поставить эту пьесу, однако долгое время она оставалась камнем преткновения для театральной России.
Постановка «Саломеи» в Российской империи была запрещена по тем же причинам, что и в Англии — нельзя было выводить на сцену библейских персонажей. Однако пьеса попала на сцену в обработке баронессы А. И. Радошевской под названием «Пляска семи покрывал» в 1904 году. Радошевская перенесла действие в Египет времён фараонов и изменила имена действующих лиц. Пьесу играли в петербургском Литературном театре О. В. Некрасовой-Колчинской, и эту постановку можно считать первой по произведениям Оскара Уайльда, осуществлённой в России. Позже с помощью различных ухищрений запрет пытались обойти Гардин, Мейерхольд и Евреинов, но по разным причинам эти постановки не состоялись. Единственное, что удавалось иногда показать публике, — отдельно «Танец семи покрывал».
В 1917 году к пьесе одновременно обратились Малый театр (титульную роль исполнила Ольга Гзовская) и Камерный театр (Саломея — Алиса Коонен, Иоканаан — Николай Церетели, художник спектакля — Александра Экстер, режиссёр — Александр Таиров).
В настоящее время «Саломея» — один из самых известных спектаклей театра Романа Виктюка. Также «Саломею» поставил Владимир Агеев в московском театре «Модернъ». В роли Саломеи — Ирина Гринева. 26 сентября 2009 состоялась премьера «Саломеи» в Школе драматического искусства в постановке Игоря Яцко.